# Македония (фема)

Византийская Греция около 900 года н. э.

Македония в 1045 году

Фема Македония (греч. θέμα Μακεδονίας) — военно-административная провинция (фема) Византийской империи, созданная в конце 700-х — начале 800-х годов н. э. Несмотря на своё название, фема располагалась не в исторической Македонии и не входила в более обширный регион, носивший это же название в начале XX века (Македония (область)). Фема располагалась в регионе Фракия со столицей в городе Адрианополе.

## История
Фема Македонии была образована между 789 (или 797) и 801/802 годами императрицей Ириной из более старой фемы Фракии.
Сфрагистика приводит свидетельства о том что Турма («дивизия»), именовавшаяся «Македония», существовала ранее, подчиняясь стратегу Фракии. Первым известным стратегом фемы Македонии был патриций Иоанн Аплакис, который впервые упоминается в 813 году. Однако святой Феофан Исповедник упоминает Леонида, который был братом придворного евнуха Аэция, назначенного как моностратег («единый стратег», назначаемый во главе двух и более фем) Фракии и Македонии уже в 801/802 годах. Создание фемы было связано с серией военных успехов, которые расширили византийский контроль над большой частью Фракии, и, вероятно, намерением сделать контроль более эффективным, доверяя расширенную территорию двум стратегам.
Несмотря на то, что первые свидетельства о феме датируются 960 годами, её отсутствие в Эскориал Тактикон 975-го года привело к предположению, что она была упразднена и подчинена новому дуксу Адрианополя. Вторично фема Македонии была засвидетельствована в 1006/1007 годах. Имеются сфрагистические свидетельства в поддержку мнения, что фема продолжала своё существование наряду с дукатом Адрианополя.

## География и администрация
Столицей новой фемы был Адрианополь (сегодня турецкий Эдирне). В её состав входили сегодняшняя Западная Фракия (Греция), западная часть региона Восточная Фракия (сегодняшняя Европейская Турция) и она охватывала южные окраины региона Северной Фракии (сегодняшняя южная Болгария). Арабские географы Ибн Хордадбех и Ибн-аль-Факих, чьи описания являются значительными источниками относительно Византийских фем, пишут, что фема Македония (Макадунья) простиралась от «Длинных стен» (Стены Анастасия) до «земель славян» на западе и от Эгейского моря и Мраморного моря до границ Булгарии к северу. Позже на западе фема граничила с Фессалоники и с созданными позже фемами Стримон и Болерон.
Следовательно, фема Македонии не имела отношения к исторической Македонии. Когда византийские источники X—XII веков говорят о «Македонии» и о македонянах, то они имеют в виду регион Западной Фракии. Например, уроженец Фракии император Василий I «Македонянин» (867—886) основал Македонскую династию, которая получила своё имя от фемы Македония

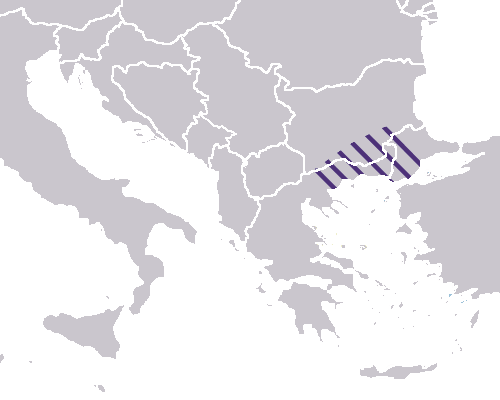
Приблизительный район фемы Македония, наложенный на современные границы

Македония, образованная из фемы Фракии, находилась в составе «Восточных» фем, которые в византийской иерархии были рангом выше, чем «Европейские» фемы. В конце IX и начале X веков стратег фемы Македонии признавался на уровне второго ранга среди правителей фем, что было даже выше, чем стратег Фракии. Он получал годовое жалованье в 2,592 золотых номисма и в конце IX века, имел, согласно свидетельству аль-Фауиха, под своим командованием 5,000 солдат. Часть гарнизонных солдат также постоянно располагались в феме.
Стримон, бывший первоначально клисурой (пограничным проходом Македонии), был отделён от неё примерно в начале V века, вместе с 2.000 солдат (согласно историку Уоррену Треадголду).
Некоторые административные должности Македонии совмещались иногда с подобными должностями во Фракии. Это особенно проявлялось в XI веке, когда ряд стратегов и судей (критес) имели юрисдикцию над обоими фемами.